# Джузеппе Кастільйоне
Джузеппе Кастільйоне (італ. Giuseppe Castiglione, китайське ім'я латиною Lang Shining, 1688, Мілан — 1766, Пекін) — італійський художник і архітектор, єзуїт, що з місіонерською місією переселився в Пекін, де став придворним художником китайського імператора під ім'ям Лан Шинін. Працював і помер в Пекіні.

## Біографія коротко

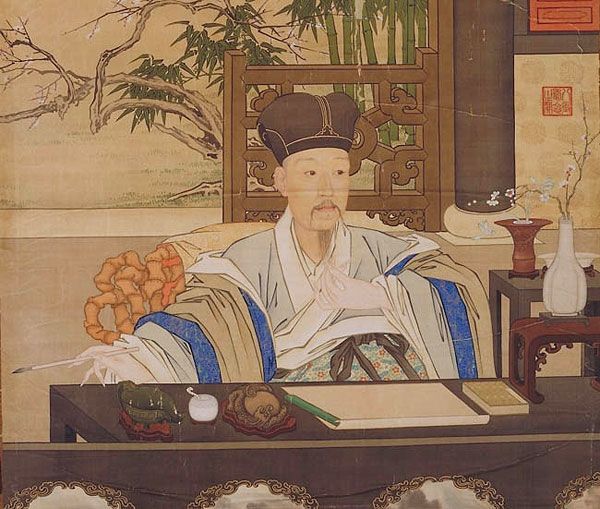
Імператор Цяньлун пише вірші.

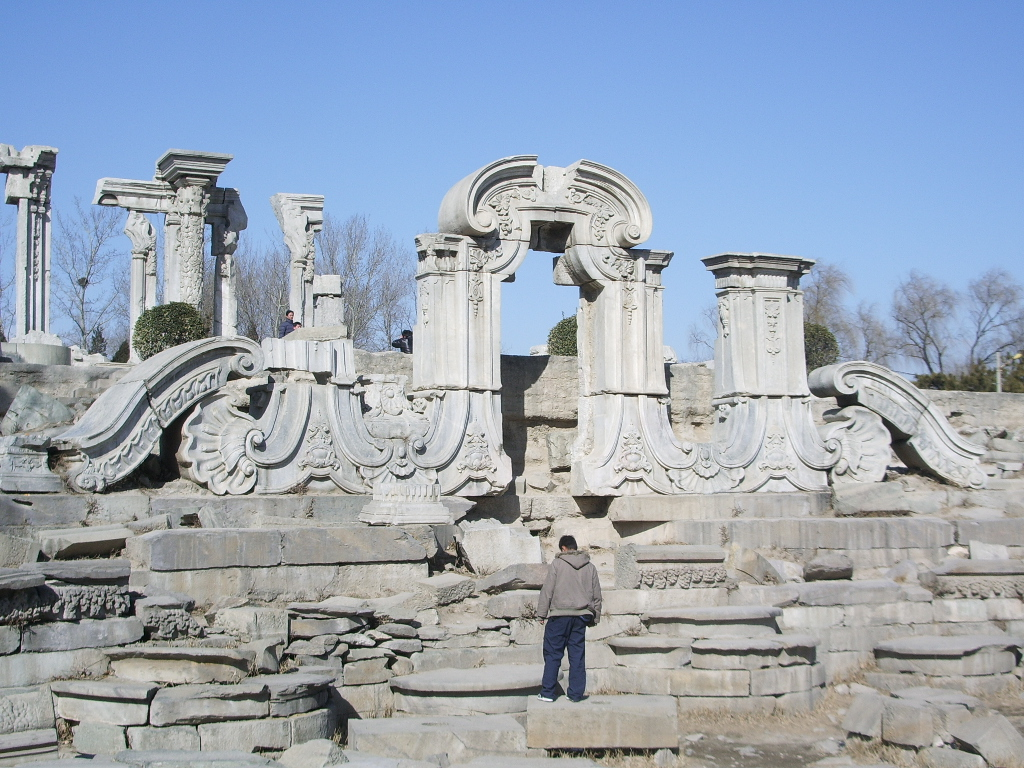
Руїни барокової садиби імператора Цяньлуна, 2005 рік.

Народився в Мілані в районі Сан Марчелліно. Художнє навчання опанував у майстерні Карло Корнаро (Bottega degli Stampatori). У віці 21 року став єзуїтом. 1715 року разом з місіонерською місією відбув до Китаю, де оселився в Пекіні.
Майстерність художника прославила його та привернула увагу імператора Цяньлуна (роки правління 1735—1796). Аби вдовольнити свій потяг до екзотики, імператор замовив Джузеппе Кастільйоне проєкт європейської садиби в стилі бароко. Кастільйоне залучив до спорудження барокової садиби єзуїта — француза, інженера-гідротехніка Мішеля Бенуа.
На території так званого Старого Літнього палацу була побудована садиба з садом бароко, фонтанами ,павільйонами і лабіринтом із зелених рослин.
Джузеппе Кастільйоне жив і працював у Пекіні до смерті.

## Китайський живопис Кастільйоне
Кастільйоне ознайомився і добре засвоїв традиційну техніку китайського малюнка водяними фарбами. Здатність переходу на іншу стилістику дала змогу творити картини з традиційними сюжетами китайського малюнка, збагаченого активними рухами, притаманними європейському бароко.

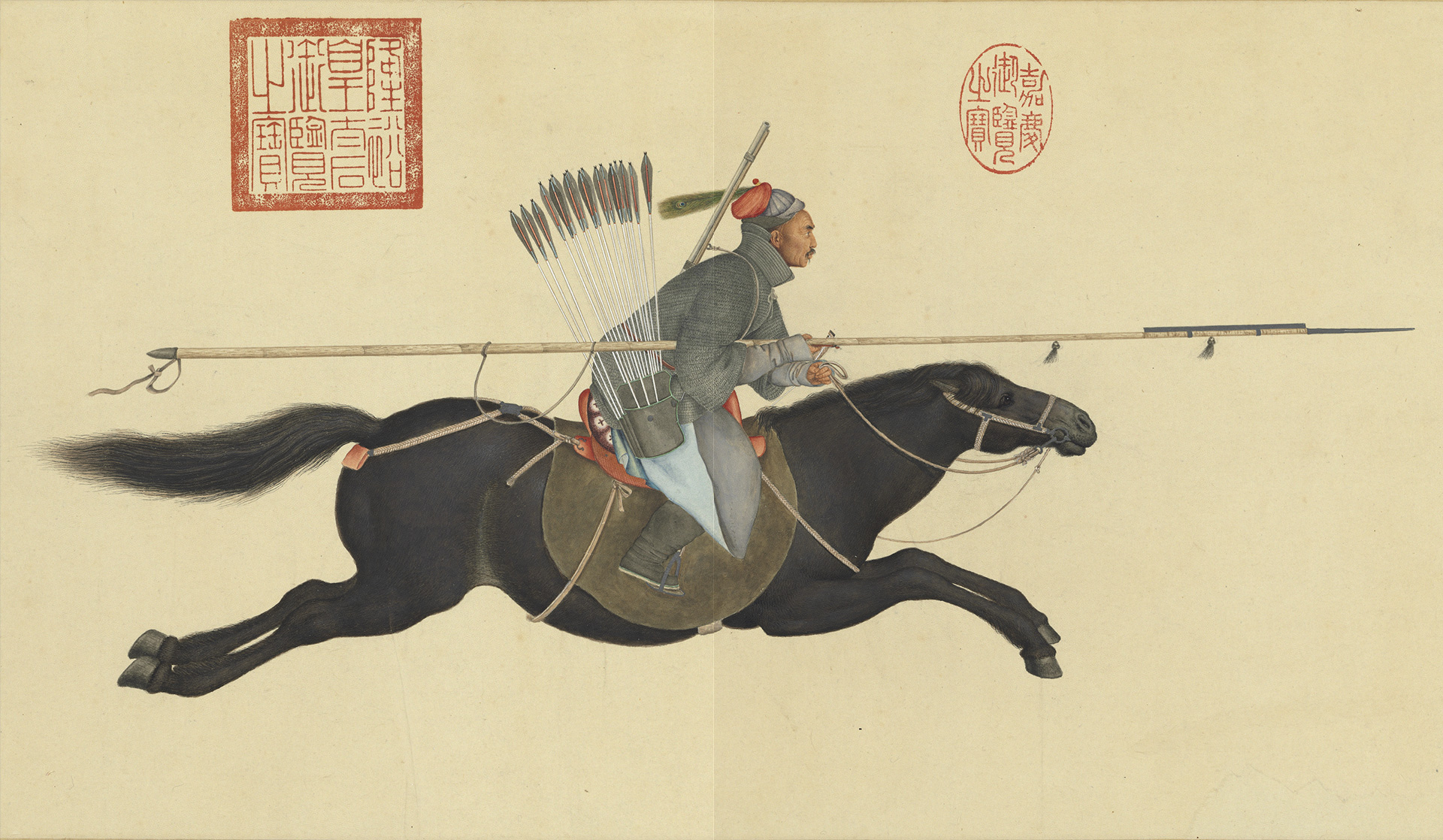
Вершник Національний палац-музей (Тайбей)
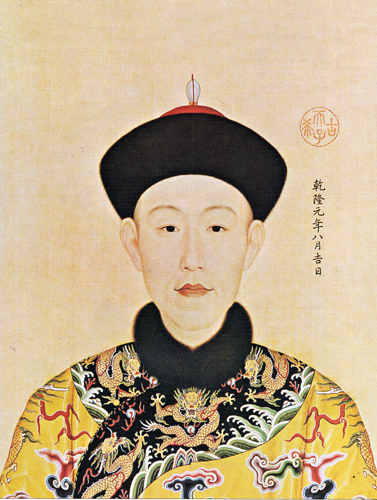
Імператор Цяньлун у перший рік правління, 1736 р.
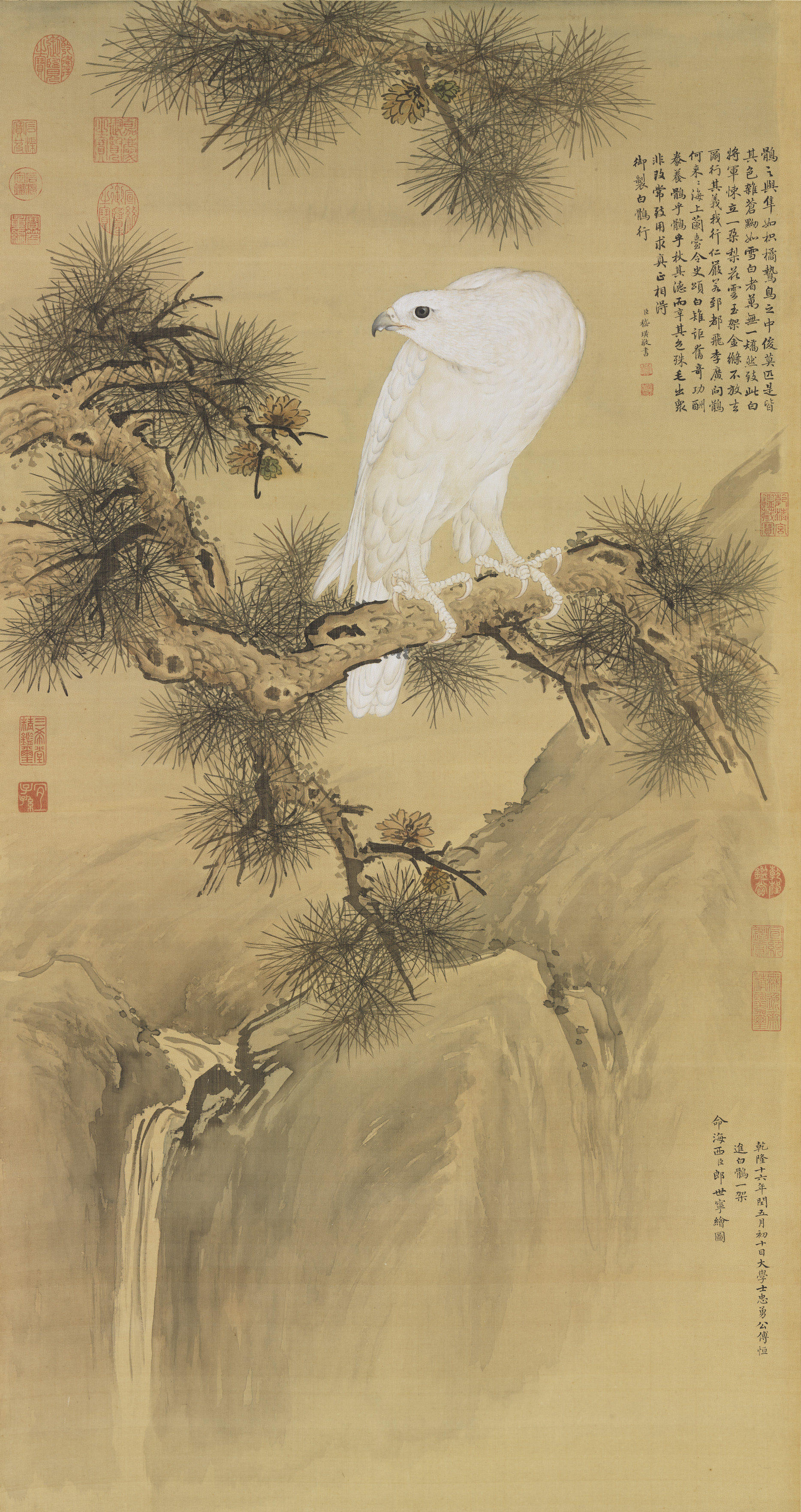
Білий сокіл на сосні
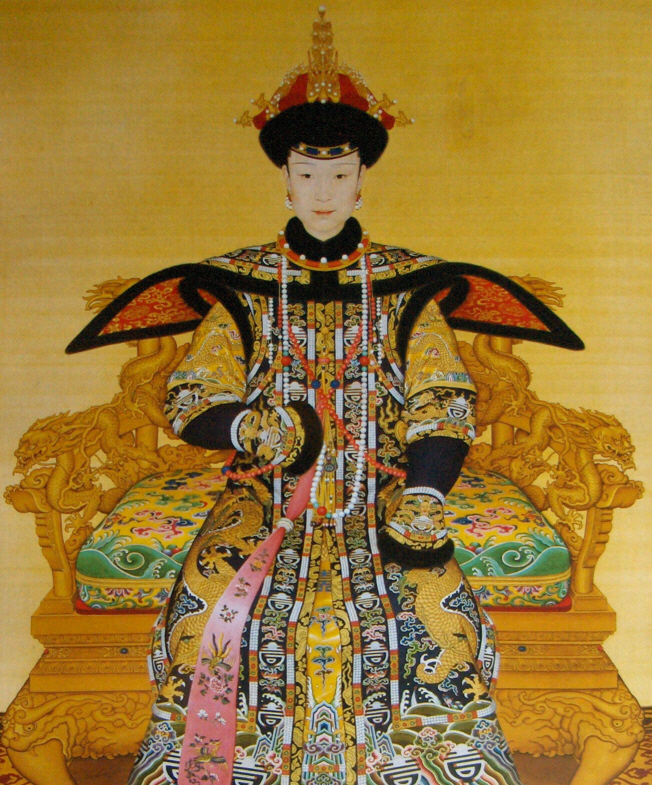
Імператриця на троні